# Ястребов Іван Павлович
Іван Павлович Ястребов (20 січня 1911, місто Сулин, тепер Красний Сулин Ростовської області, Російська Федерація — 2002, місто Москва, Російська Федерація) — радянський партійний діяч, 1-й секретар Молотовського (Пермського) міського комітету КПРС, завідувач відділу важкої промисловості і енергетики ЦК КПРС. Член Центральної Ревізійної комісії КПРС у 1971—1981 роках. Кандидат у члени ЦК КПРС у 1981—1989 роках. Депутат Верховної Ради РРФСР 10—11-го скликань.

## Життєпис
Народився в родині робітника. Батько працював майстром на металургійному заводі у Виксі Нижньогородської губернії, потім родина переїхала в Сулин, де у них народився п'ятий син Іван. У тому ж 1911 році родина повернулася до Викси.
У 1928 році Іван Ястребов закінчив фабрично-заводське училище і почав працювати слюсарем в депо залізничного цеху Виксівського металургійного заводу.
З 1928 по 1931 рік навчався на робітничому факультеті при Інституті імені Карла Лібкнехта.
У 1931—1936 роках — студент Уральського політехнічного інституту імені Кірова, інженер-механік.
У 1936—1946 роках — майстер цеху № 10, керівник групи, начальник технічного відділу — заступник головного інженера Лисьвенського металургійного заводу Пермської (Молотовської) області. Був винахідником радянської солдатської каски.
Член ВКП(б) з 1941 року.
У 1946—1950 роках — партійний організатор ЦК ВКП(б) Лисьвенського металургійного заводу Молотовської області.
У 1950—1951 роках — 1-й секретар Лисьвенського міського комітету ВКП(б) Молотовської області.
У 1951—1953 роках — завідувач відділу Молотовського обласного комітету ВКП(б).
У 1953—1954 роках — 1-й секретар Молотовського (Пермського) міського комітету КПРС Молотовської області.
У 1954—1962 роках — заступник завідувача, у червні 1962 — 1984 року — 1-й заступник завідувача відділу важкої промисловості ЦК КПРС.
У 1984—1989 роках — завідувач відділу важкої промисловості і енергетики ЦК КПРС.
З 1989 року — персональний пенсіонер союзного значення в місті Москві.
Помер у 2002 році. Похований на Новокунцевському цвинтарі Москви.

## Нагороди і звання
- два ордени Леніна
- орден Жовтневої Революції
- три ордени Трудового Червоного Прапора
- медаль «За доблесну працю у Великій Вітчизняній війні 1941—1945 рр.»
- медаль «За доблесну працю. В ознаменування 100-річчя з дня народження Володимира Ілліча Леніна»
- медалі
- Сталінська премія ІІІ ст. (1943)